# Bath (villaggio, New York)
Bath è un villaggio degli Stati Uniti d'America, situato nello stato di New York, nella contea di Steuben, della quale è il capoluogo.